# Pentadecan
Pentadecanul este un alcan superior cu formula chimică C15H32.